# Шкірний лейшманіоз
Шкірний лейшманіоз (англ. cutaneous leishmaniasis, хвороба Боровського, каучукова виразка, пендинська виразка, багдадська виразка тощо) — група лейшманіозів, що виявляються ураженнями шкіри, підшкірних тканин і/або слизових оболонок. Ці хвороби спричинюють лейшманії. Поширені переважно в тропіках і субтропіках, передаються через укуси москітів. Є природно-осередковими захворюваннями. Входить до групи лейшманіозів.

## Історичні відомості
Хвороба зустрічалася з часів глибокої старовини в Месопотамії, Малій Азії, в країнах узбережжя Середземного моря. Вважається, що легкі випадки хвороби зустрічалися і на територіях узбережжя Чорного моря. У шумерських клинописних текстах 2500 років до нашої ери зустрічаються описи хворих із шкірним лейшманіозом. У 1765 році шкірний лейшманіоз був вперше описаний у хворого в Сирії англійським лікарем О. Расселом. У 1898 році російський військовий лікар П. Ф. Боровський у грануляції хворого на шкірний лейшманіоз («пендинську виразку») виявив збудника, правильно описав його розташування у людських тканинах, відніс його до найпростіших. У 1921 році італійські науковці, брати Едуард та Етьен Серженти з співавторами експериментально довели роль москітів у поширенні лейшманіозів. У 1926 році Х. Монтенегро запропонував ефективний шкірний тест для діагностики лейшманіозів.

## Актуальність
Близько 95 % випадків шкірного лейшманіозу зустрічаються в Америці, Середземноморському басейні, Близькому Сході та Середній Азії. У 2017 році понад 95 % нових випадків виявлено у 6 країнах: Афганістані, Алжирі, Бразилії, Колумбії, Ісламській Республіці Іран, Іраку та Сирійській Арабській Республіці. За підрахунками, щорічно в усьому світі відбувається від 600 000 до 1 млн нових випадків.
Наразі ВООЗ висловлює занепокоєння стосовно можливої епідемії шкірного лейшманіозу в Сирії, де близько 4 млн жителів країни залишилися без медичної допомоги через війну та піддаються укусам переносників.

## Етіологія
Збудники шкірного лейшманіозу відносяться до найпростіших та мають значну морфологічну схожість. Лейшманії можуть перебувати в двох стадіях — амастигота (а + лат. mastigos ― бич, батіг, тобто «без бича», безджгутикова, внутрішньоклітинна) і промастигота (джгутикова). Амастиготи є паразитами клітин СМФ хребетних. Джгутикова стадія спостерігається в організмі москітів-переносників. Паразитуючи в організмі хребетних, лейшманії піддаються значним морфологічним змінам, набувають форму яйцеподібних або округлих нерухомих амастигот, які розташовані, зазвичай, внутрішньоклітинно, головним чином у макрофагах (до 100), клітинах сполучної тканини. Промастигота має веретеноподібну будову — джгутик відходить від переднього кінця паразита. За допомогою джгутика здійснюється активний рух паразита.
Близько 20 видів лейшманій Старого і Нового Світу можуть спричинити ураження шкіри у людини. За винятком лейшманіозу, який спричинює Leishmania tropica, що належить до антропонозів, всі інші захворювання з групи шкірного лейшманіозу є зоонозними.
Детальніші відомості з цієї теми ви можете знайти в статті Лейшманія.

## Види шкірного лейшманіозу
Існує два види шкірного лейшманіозу згідно з тим, хто переважно уражається:
- антропонозний;
- зоонозний.

Також вирізняють шкірний лейшманіоз:
- міського типу;
- сільського типу.

## Епідеміологічні особливості
Джерело інфекції і резервуар при шкірному лейшманіозі міського типу — хворі люди і собаки. Джерело лейшманіозу сільського типу — різні види гризунів (велика і червонохвоста піщанки, ховрахи, щури тощо). Резервуар лейшманіозів Америки — дрібні лісові гризуни, мавпи, лінивці тощо.
Виділяють осередки щкірного лейшманіозу сільського типу (основне джерело і резервуар — дикі тварини) і міського (основне джерело і резервуар — собаки). Шкірний лейшманіоз зоонозного (сільського) типу зустрічається в Узбекистані, Казахстані, Таджикистані, Туркменістані, також поширений у країнах Африки, Азії, Центральної та Південної Америки. Шкірно-слизовий лейшманіоз — в країнах Америки (Мексика, Гондурас, Гватемала, Венесуела, Бразилія, Перу, Аргентина тощо). Сезонність лейшманіозу пов'язана з біологією переносників. Особливо висока захворюваність серед осіб, які приїхали в ендемічний осередок.
Основним механізмом передавання лейшманіозів є трансмісивний. Специфічними переносниками лейшманіозів Старого Світу є різні види москітів, що відносяться до роду Phlebotomus, у Південній Америці — москіти з роду Lutzomyia. Це невеликі двокрилі комахи завдовжки 1,2—5 мм, що розмножується в норах гризунів, підпіллях житлових приміщень, звалищах сміття, гніздах птахів, тріщинах скель, печер. У тропіках москіти зустрічаються цілий рік, тоді як у Середній Азії теплої пори року починаючи з травня. Кров'ю тварин і людини харчуються тільки самки. Амастиготи, що потрапили в шлунок москіта, за декілька годин перетворюються на промастиготи, які розмножуються в кишечнику і на 4–5-у добу локалізуються у глотці. Заразними москіти стають через 5–8 діб після харчування інфікованою кров'ю. Лейшманії зберігаються в організмі комахи впродовж всього її життя. Захворіла людина не є заразною для здорових в разі відсутності москітів.
В експерименті доведено можливість зараження при втиранні в шкіру розтертих заражених москітів. Тварини можуть заражатися, поїдаючи тушки хворих тварин.

## Патогенез
При лейшманіозу шкіри в місці інокуляції промастиготи паразитів швидко проникають у макрофаги, в яких перетворюються на амастиготи, починають активно розмножуватися. Внаслідок активного розмноження лейшманій у місці їхнього проникнення виникають специфічні гранульоми (лейшманіоми), що містять плазматичні клітини, нейтрофіли, лімфоїдні елементи. При руйнуванні лейшманій продукти їхнього розпаду безпосередньо діють на оточуючі тканини. Кровоносні судини в місці інфільтрату і за його межами розширені, спостерігається набухання і проліферація їхнього ендотелію, іноді — васкуліт з подальшою облітерацією судин. Виникає набряк поверхневого шару шкіри, пошкодження колагену і еластину, а у ряді випадків — їхній некроз. У формуванні некрозу велика роль належить імунним комплексам. Надалі відбувається елімінація паразитичних клітин, з'являються епітеліоїдні і гігантські клітки Лангханса. Процес розвитку лейшманіоми складається з трьох стадій: папули, виразки і рубцювання. При шкірному лейшманіозі рано формується клітинна гіперчутливість сповільненого типу, більш поступове наростання її активності сприяє розвитку дифузного шкірного лейшманіозу. У зоні ураження виявляється велика кількість інвазованих макрофагів і незначне число лімфоцитів. Надалі з первинного вогнища можливе поширення збудників гематогенно і лімфогенно з розвитком лімфангітів і лімфаденіту. При потраплянні лейшманій в кров'яне русло пошкодження внутрішніх органів не відбувається, оскільки ці збудники не мають вісцеротропності. Ураження внутрішніх органів пов'язане з приєднанням вторинної інфекції та імунопатологічними процесами.
При шкірно-слизовому лейшманіозі в процес можуть залучатися слизові оболонки носа і носоглотки, що нерідко приводить до пошкодження піднебіння і хрящів носа. Наразі мало вивчене питання, чому, не дивлячись на виражену клітинну гіперчутливість і наявність циркулюючих антитіл, не завжди відбувається самостійне припинення патологічного процесу. Одужання більшою мірою обумовлено клітинним імунітетом, яке закінчується формуванням стійкого імунітету до певного штаму лейшманій. Багато питань імунопатогенезу шкірного та шкірно-слизовому лейшманіозу знаходиться у стадії вивчення. Наприклад, дотепер достеменно невідомо, чи є імунітет, що сформувався, стерильним.

## Класифікація
Згідно з МКХ-10 виділяють:
- В55.1 Лейшманіоз шкіри;
- В55.2 Лейшманіоз шкірно–слизовий;
- В55.9 Лейшманіоз неуточнений;

Клінічно виділяють при цьому:
- Перебіг: гострий, підгострий, хронічний, латентний, субклінічний.
- Період: початковий, маніфестний.
- Ступінь тяжкості: легкий, середньої тяжкості, тяжкий.

## Клінічні ознаки
Інкубаційний період коливається від 2—4 місяців до 1—2 років, можливо подовження інкубації навіть до 4—5 років. Спостерігаються наступні клінічні зміни:
1. первинна лейшманіома: а) стадія папули, б) виразки, в) рубцювання;
2. послідовна лейшманіома;
3. дифузно-інфільтрируюча лейшманіома;
4. туберкулоїдні (люпоїдні) шкірні прояви.

Останні дві форми частіше виникають при антропонозному типі лейшманіозу шкіри.
Починається малопомітною папулою діаметром 2—3 мм, яка практично не підносяться над рівнем здорової шкіри, без видимих запальних змін і може деякий час бути непомітною. При антропонозному лейшманіозі забарвлення папули ледь буре, в центрі можна виявити невелику центральну ямку, яка нерідко заповнена сухою лускою, начебто кіркою. Через 3—6 місяців папула повільно збільшується в розмірах і досягає 5—10 мм, шкіра над нею стає буро-червоною, покривається лусковою кіркою, при видаленні якої видно виразку, що має круглу форму, гладке чи дрібнозернисте дно, покрите гнійним нальотом. Навколо виразки створюється інфільтрат, при розпаді якого розміри виразки поступово збільшуються, виділення незначне, краї підриті, нерівні. За 2—4 місяці розпочинається поступове рубцювання виразки, яке закінчується приблизно через рік від початку хвороби (звідси і народна назва — «годовик»), зрідка затягується до 1,5—2 років (можливо і триваліще в разі при порушенні імунітету). Далі на місці виразки залишається рубець, спочатку рожевий, зрештою стає блідим, атрофічним. Кількість виразок — від 1 до 3 (може бути й до 10), розташовуються вони звичайно на відкритих ділянках шкіри, доступних москітам (обличчя, руки). При абортивному перебігу хвороби папули можуть поступово розсмоктуватися і зникати майже безслідно через декілька місяців від їхньої появи.

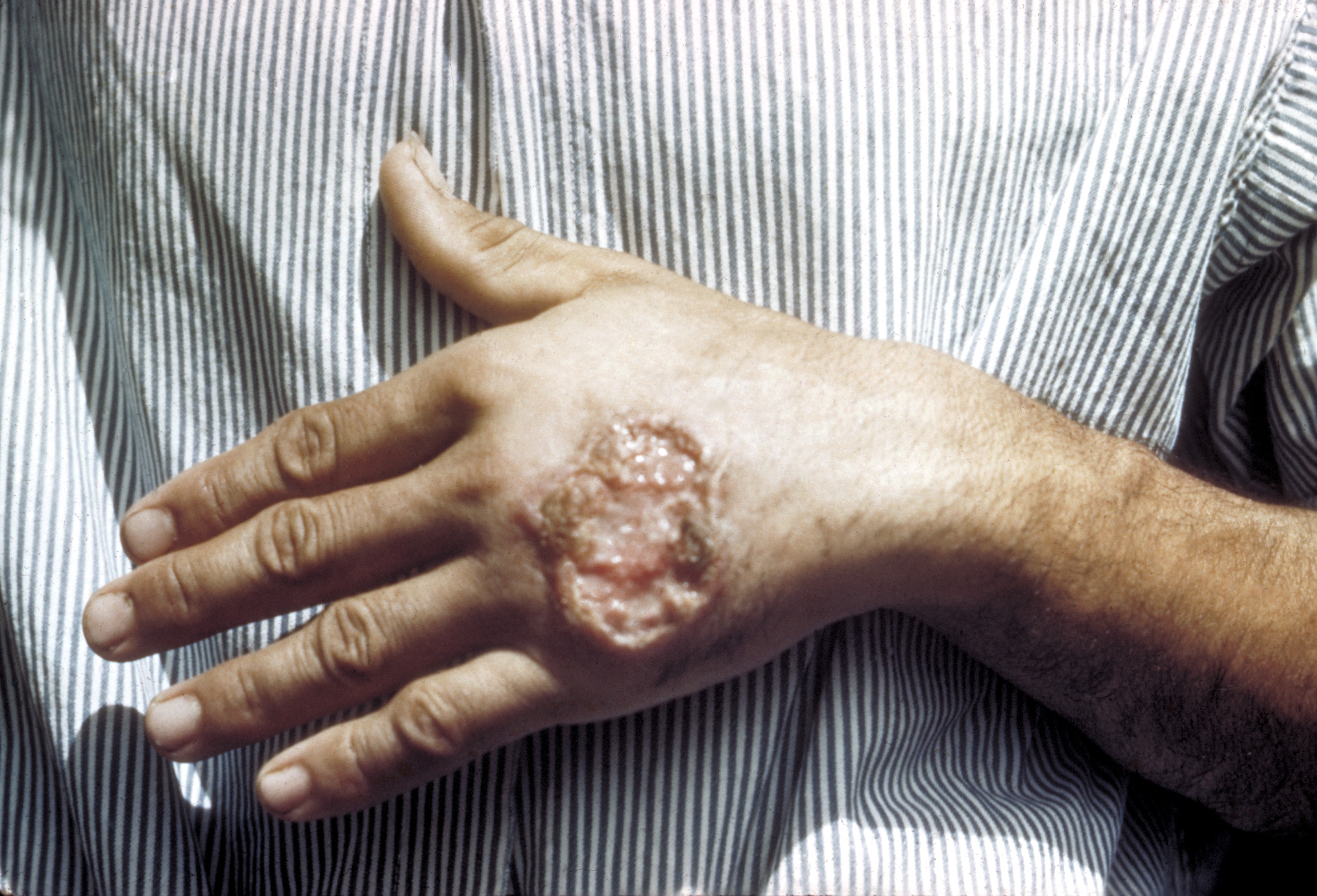
Лейшманоїдна виразка у хворого з Центральної Америки

При зоонозних варіантах формування виразки та рубцювання лейшманіоми відбувається швидше. Як правило папула в цьому випадку відрізняється значною величиною, яскравостю почервоніння, наявністю набряку в центрі і навкруги нього, швидким збільшенням, іноді нагадуючи фурункул у стадії інфільтрації, на відміну від нього маючи більшу м'якість і меншу болючість. Після появи виразка швидко розширяється за рахунок некротизації інфільтрату по периферії. Одиничні виразки іноді бувають величезними, діаметром 5—15 см і більше. При цьому варіанті число виразок може досягати декількох десятків і сотень (множинні лейшманіоми), при цьому розміри кожної виразки невеликі. Характерним є розвиток звичайно болючого регіонарного лімфаденіту. На 2—3 місяці після формування виразок вони поступово очищаються, розростається грануляція, нагадуючи папілому. Інфільтрат зменшується. Після відторгнення надмірної грануляції залишається характерна шорстка поверхня, на якій з'являються острівці епітелізації, частіше з центру виразки. Не дивлячись на значну відмінність уражень шкіри при антропонозному («суха виразка») і зоонозному («мокра виразка») варіантах лейшманіозу шкіри, клінічно їх важко розмежувати.

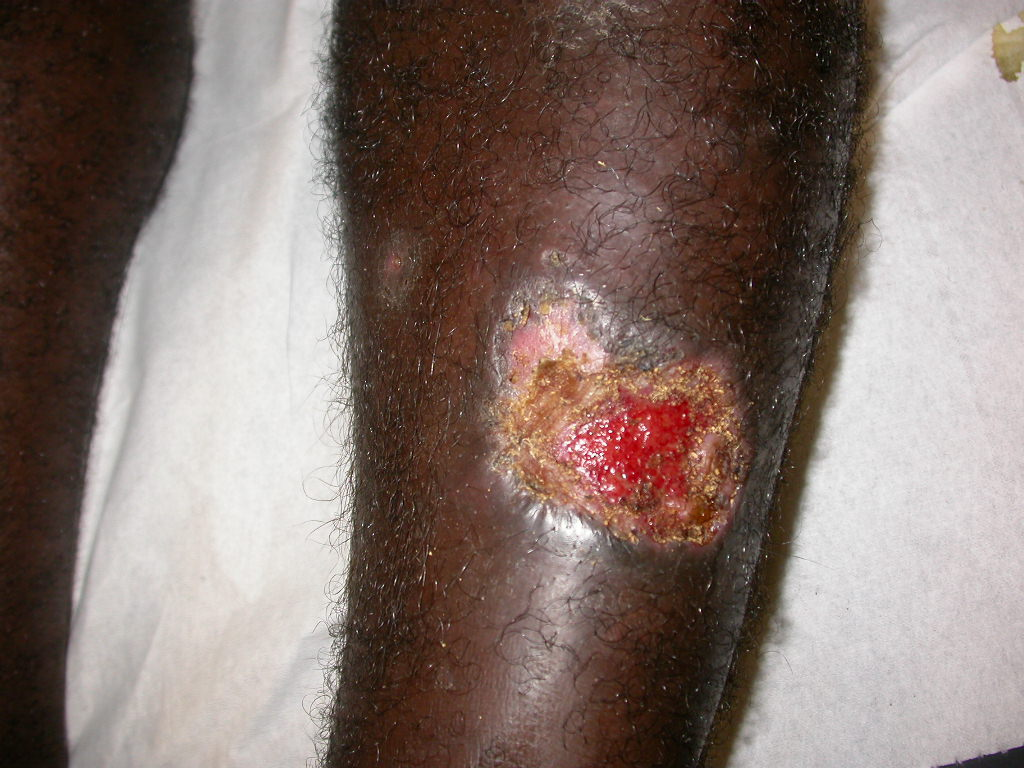
Лейшманоїдна виразка у хворого з Французької Гвіани

Є певні особливості географічних підвидів шкірного лейшманіозу. Так «виразці збирачів каучуку», що зустрічається в лісових районах Мексики, Гватемали, Гондураса, Болівії, Бразилії, Колумбії, Панами, Перу, Еквадору, США, у 50 % хворих уражаються вушні раковини, що потім завершується їхнім спотворенням. При «амазонському лейшманіозі» хвороба проявляється у вигляді одиничних або нечисленних виразок на нижніх кінцівках, що пояснюється тим, що переносник літає низько над землею (до 1 м).
Іноді розвиваються дифузно-інфільтруючі лейшманіоми з великою зоною ураження, частіше на кистях, стопах, без схильності до виразок і утворення рубців. Їм притаманні крупніші, різко обмежені вогнища, що утворюються через злиття близько розташованих одна до однієї папул. Шкіра на цих ділянках різко інфільтрована і у 3—10 разів товще від нормальної, червона, лущиться, гладка або злегка горбиста. На загальному інфільтраті можуть бути окремі невеликі виразки. Причина розвитку дифузного шкірного лейшманіозу — дефект клітинного імунітету. Після проведеного лікування часто розвиваються рецидиви, що вимагають повторного лікування.
Ймовірно за наявності імунодефіциту в 10 % випадків після перенесеного антропонозного шкірного лейшманіозу розвивається повільний хронічний туберкулоїдний або люпоїдний лейшманіоз шкіри, при якому невеликі папули зливаються, утворюючи велику та нерівну поверхню. Поверхня папул зазвичай гладка, блискуча, іноді її вкривають тонкі луски. Окремі папули на поверхні мають виразки, по краях яких формуються нові папули, а на місці виразок — рубці. Для папули туберкулоїдного лейшманіозу, як для вовчакової люпоми, характерний симптом «печеного яблука». Виявляється при натисненні на папулу скляним шпателем — тоді червоність зникає, а залишається буре забарвлення, що нагадує таке у печеного яблука. Але у більшості випадків папули не покриваються виразками, існують тривало — до 20 років і більш, розсмоктуються, формуючи атрофічний рубець.
Шкірно-слизовий лейшманіоз характеризується схожими з іншими шкірними лейшманіозними ураженнями, але приблизно у 80 % хворих через 1—2 роки після появи виразок на шкірі наступає генералізація інфекції з розвитком деструктивних змін у слизових оболонках носа, глотки, гортані; можуть уражатися не тільки слизові оболонки, але й хрящі. Навіть після загоєння шкірних виразок ураження слизових оболонок можуть прогресувати, супроводжуватися гіперплазією навколишньої тканини, руйнуванням носової перегородки, хрящів гортані та трахеї, приводити до спотворення обличчя, інвалідізації хворого. Часто спостерігається ураження судин і регіонарних лімфовузлів. При типовому перебігу загальний стан залишається відносно задовільним. Неліковані випадки майже завжди зрештою закінчуються летально.

## Діагностика

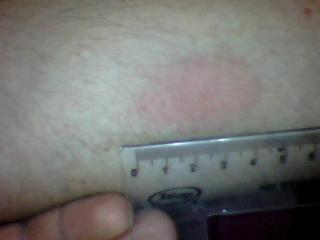
Шкірний тест Монтенегро — різко позитивний результат

При шкірному та шкірно-слизовому лейшманіозі клінічні критерії:
- факт перебування на ендемічній території;
- характерні специфічні ураженнях шкіри і слизових оболонок (динаміка розвитку, відсутність болю, гарячки, інтоксикації, виражених гематологічних зрушень, вісцеральних уражень).

Загально-лабораторні дослідження неінформативні.
Для специфічної діагностики матеріал для мікроскопічного дослідження слід брати з краю ураження або інфільтрату. Елементи тканини і серозну рідину використовують для приготування мазка, фарбуючи за Романовським-Гімзою або за Браун-Хоппсом. Отриманий матеріал слід культивувати на середовищі NNN або Шнайдера. У деяких випадках лейшманії можуть бути висіяні з крові, пунктату кісткового мозку за відсутності вісцерального ураження. Якщо лейшманії знайти не вдається, допоміжним методом служать серологічні реакції — РЗК, РІФ, ІФА, РЛА, шкірний тест Монтенегро (через 3 місяці від початку хвороби).

## Лікування
В Україні для лікування шкірного лейшманіозу дозволений лише амфотерицин В. Він призначається за розрахунком 0,25—1 мг/кг ваги тіла, препарат вводять повільно внутрішньовенно в 5 % розчині глюкози щодня або через день. Курс лікування триває до досягнення курсової дози 20 мг/кг. У світі за рекомендаціями ВООЗ при шкірному лейшманіозі використовуються препарати 5-валентної сурми до клінічного і паразитологічного одужання. Курс — 12—20 днів. Внутрішньовенне введення проводять повільно, впродовж 5—10 хвилин, краще за допомогою помпи. Можливо розведення добової дози в 50—100 мл 5 % розчина глюкози або декстрози для внутрішньовенного крапельного введення. Розрахунок добової дози в середньому складає 20 мг/кг (з розрахунку по сурмі). Ін'єкції здійснюються щодня, курс — до 30 днів. При рецидиві захворювання курс повторюють через 14-добовий інтервал не менше 30 днів. І лише за відсутності ефекту застосовуються амфотеріцин В або пентамідін. При окремих варіантах шкірного лейшманіозу певну ефективність показали флуконазол, кетоконазол, ітраконазол, дапсон, ситамаквін, алопурінол, меглумін. Жоден метод лікування не дає гарантії повного одужання, виникнення рецидивів можливе в різні терміни після закінчення лікування.
Лейшманії нестійкі до високої та низької температури, тож певну ефективність лікування пацієнту при лейшманіозу шкіри надає місцеве прогрівання шкіри (до 40—41 °С) у вигляді гарячих ванн упродовж багатьох місяців. При неускладнених поодиноких шкірних ураженнях проводиться кріотерапія сеансами по 15—20 секунд упродовж 1—2 тижнів. Хірургічне лікування вогнищ в розпалі не рекомендується, однак після специфічного лікування виникає іноді необхідність в проведенні корегувального хірургічного втручання (косметичні, пластичні операції).

## Профілактика
Загальна профілактика полягає в ранньому виявленні, ізоляції, госпіталізації та лікуванні хворих, контролі якості лікування, захисті людей від нападу москітів і боротьбі з ними. Захист людей від нападу москітів і боротьба з ними досягається знищенням місць їхнього виплоду, застосуванням інсектицидів, сіток тощо. Проводяться заходи ліквідації бродячих собак і контролю захворюваності (санація) домашніх собак та інших інфікованих тварин з використанням серологічних тестів. Ретельне очищення житлових і виробничих будівель та дворів з подальшою дезінфекцією 10% розчином хлорного вапна забезпечує знищення личинок москітів. 
При антропонозному типі шкірного лейшманіозу здійснюються ветеринарні заходи: до початку епідемічного сезону собакам проводять профілактичні щеплення живими культурами лейшманій. При зоонозному типі шкірного лейшманіозу проводять дератизаційні заходи, направлені на знищення гризунів, що є джерелом інфекції. Специфічна профілактика розроблена лише відносно шкірного лейшманіозу, спричиненого L. major, в країнах, де були гіперендемічні осередки (середньоазіатські республіки колишнього СРСР, Іран, Ізраїль). Профілактика проводиться живою вакциною з утворенням однієї виразки в місці введення, загоєння якої наступає приблизно за рік. Специфічна профілактика для інших шкірних та шкірно-слизових лейшманіозів не розроблена.